# Leichtathletik-Europameisterschaften 1950/Kugelstoßen der Männer

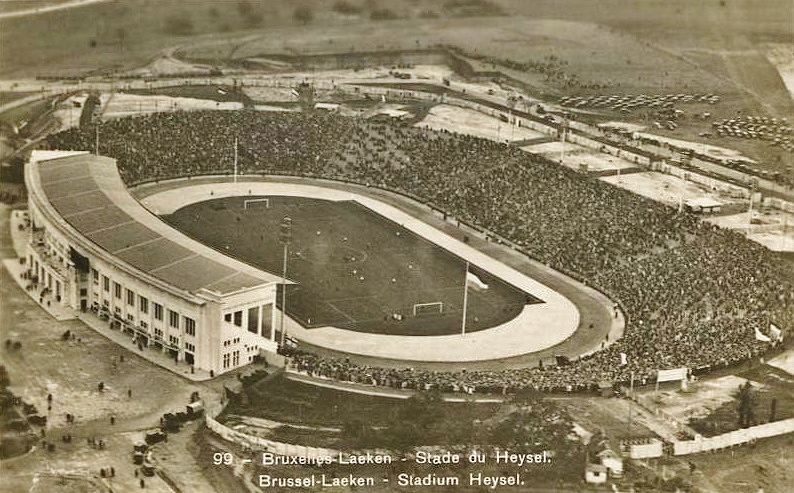
Das Brüsseler Heysel-Stadion in einer Luftaufnahme von 1935

Das Kugelstoßen der Männer bei den Leichtathletik-Europameisterschaften 1950 wurde am 25. August 1950 im Heysel-Stadion der belgischen Hauptstadt Brüssel ausgetragen.
Europameister wurde der isländische Titelverteidiger Gunnar Huseby. Er gewann vor dem Italiener Angiolo Profeti. Bronze ging an Oto Grigalka aus der UdSSR.

## Rekorde

### Bestehende Rekorde
| Weltrekord           | 17,95 m | Jim Fuchs        | Eskilstuna, Schweden                        | 22. August 1950   |
| Europarekord         | 16,93 m | Heino Lipp       | Moskau, damals Sowjetunion (heute Russland) | 6. August 1950    |
| Meisterschaftsrekord | 15,83 m | Aleksander Kreek | EM Paris, Frankreich                        | 4. September 1938 |

### Rekordverbesserungen
Der isländische Europameister Gunnar Huseby verbesserte in diesem Wettbewerb gleich drei Rekorde: den EM-Rekord (zweimal) und zuletzt gleichzeitig auch den isländischen Landesrekord.
- Meisterschaftsrekorde durch Gunnar Huseby:
  - 16,29 m – Qualifikation am 25. August
  - 16,74 m – Finale am 25. August
- Landesrekord durch Gunnar Huseby:
  - 16,74 m – Finale am 25. August

## Qualifikation
25. August 1950, 10.30 Uhr
Die dreizehn Teilnehmer traten zu einer gemeinsamen Qualifikationsrunde an. Die Qualifikationsweite für den direkten Finaleinzug betrug 14,50 m. Neun Athleten übertrafen diesen Wert (hellblau unterlegt) und qualifizierten sich damit für das Finale.
| Platz | Name                    | Nation           | Weite (m) |
| ----- | ----------------------- | ---------------- | --------- |
| 1     | Gunnar Huseby           | Island           | 16,29 CR  |
| 2     | John Savidge            | Großbritannien   | 15,54     |
| 3     | Oto Grigalka            | Sowjetunion      | 15,45     |
| 4     | Vladimír Jirout         | Tschechoslowakei | 15,23     |
| 5     | Petar Šarčević          | Jugoslawien      | 15,18     |
| 6     | Angiolo Profeti         | Italien          | 14,95     |
| 7     | Willy Senn              | Schweiz          | 14,79     |
| 8     | Gösta Arvidsson         | Schweden         | 14,57     |
| 9     | John Giles              | Großbritannien   | 14,52     |
| 10    | Konstantinos Giataganas | Griechenland     | 14,49     |
| 11    | Roger Verhaes           | Belgien          | 14,37     |
| 12    | Willy Wuyts             | Belgien          | 13,28     |
| 13    | Jean Darot              | Frankreich       | 13,12     |

## Finale
25. August 1950
| Platz | Name            | Nation           | Weite (m)   |
| ----- | --------------- | ---------------- | ----------- |
| 1     | Gunnar Huseby   | Island           | 16,74 CR/NR |
| 2     | Angiolo Profeti | Italien          | 15,16       |
| 3     | Oto Grigalka    | Sowjetunion      | 15,14       |
| 4     | Willy Senn      | Schweiz          | 14,95       |
| 5     | Petar Šarčević  | Jugoslawien      | 14,90       |
| 6     | Vladimír Jirout | Tschechoslowakei | 14,89       |
| 7     | John Savidge    | Großbritannien   | 14,69       |
| 8     | John Giles      | Großbritannien   | 14,29       |
| 9     | Gösta Arvidsson | Schweden         | 14,17       |

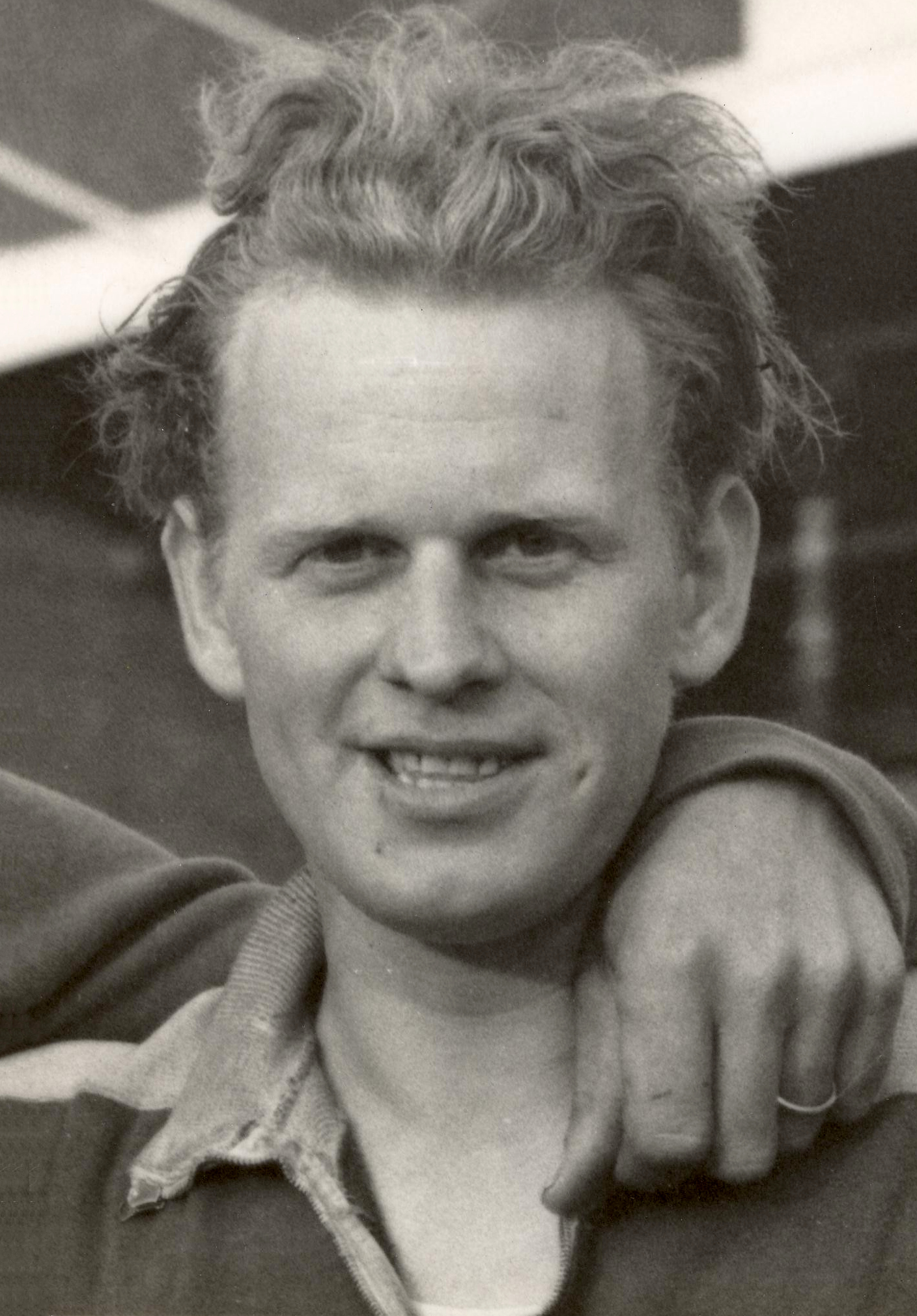
Gösta Arvidsson belegte im Finale Rang neun

Europameister Gunnar Huseby hatte im Finale folgende Serie:

16,18 m / 16,74 m  / 16,00 m / 16,09 m / 14,91 m / 16,12 m.